# Erie (Colorado)
Erie é uma cidade  localizada no estado americano de Colorado, no Condado de Boulder e Condado de Weld.

## Demografia
Segundo o censo americano de 2000, a sua população era de 6291 habitantes.
Em 2006, foi estimada uma população de 14.125, um aumento de 7834 (124.5%).

## Geografia
De acordo com o United States Census Bureau tem uma área de
24,7 km², dos quais 24,5 km² cobertos por terra e 0,2 km² cobertos por água. Erie localiza-se a aproximadamente 1523 m acima do nível do mar.

## Localidades na vizinhança
O diagrama seguinte representa as localidades num raio de 16 km ao redor de Erie.